# Gerichtsbezirk Gurkfeld
Der Gerichtsbezirk Gurkfeld (slowenisch: sodni okraj Krško) war ein dem Bezirksgericht Gurkfeld unterstehender Gerichtsbezirk im Kronland Krain. Er umfasste Teile des politischen Bezirks Gurkfeld (Krško) und wurde 1919 dem Staat Jugoslawien zugeschlagen.

## Geschichte
Der Gerichtsbezirk Gurkfeld entstand infolge eines Ministervortrags vom 6. August 1849, in dem die Grundzüge der Gerichtseinteilung festgelegt wurden. Nachdem im Dezember 1849 die Gebietseinteilung der Gerichtsbezirke sowie die Zuweisung der Gerichtsbezirke zu den neu errichteten Bezirkshauptmannschaften durch die „politische Organisierungs-Commission“ festgelegt worden war, nahmen die Bezirksgerichte der Krain per 1. Juni 1850 ihre Tätigkeit auf. Dem Bezirksgericht Gurkfeld wurden durch die Landeseinteilung der Krain im März 1850 die 17 Katastralgemeinden Arch, Bründl, Dernowo, Grossdorn, Grossmraschou, Grosspodlog, Gurkfeld, Haselbach, Hubaiza, Merschetschendorf, Munkendorf, Podwersche, Rauno, Schenusche, Smedik, Wutschka und Zirkle zugewiesen. Zusammen mit den Gerichtsbezirken Landstraß (Kostanjevica), Nassenfuß (Mokronog) und Ratschach (Radeče, ursprünglich Weixelstein) bildete der Gerichtsbezirk Gurkfeld den Bezirk Gurkfeld.
Der Gerichtsbezirk wies 1880 eine anwesende Bevölkerung von 15.915 Personen auf, wobei 15.737 Menschen Slowenisch und 91 Menschen Deutsch als Umgangssprache angaben. 1910 wurden für den Gerichtsbezirk 17.200 Personen ausgewiesen, von denen 16.973 Slowenisch (98,6 %) und 22 Deutsch (0,1 %) sprachen.
Durch die Grenzbestimmungen des am 10. September 1919 abgeschlossenen Vertrages von Saint-Germain wurde der Gerichtsbezirk Adelsberg zur Gänze dem Königreich Jugoslawien zugeschlagen.

## Gerichtssprengel
Der Gerichtssprengel Idria umfasste infolge der Zusammenfassung der Katastralgemeinden zu Gemeinden 1910 die fünf Gemeinden Raka (deutsch: Arch), Bučka (Butschka), Krško (Gurkfeld), Strudenec (Bründl) und Zirkle (Cerklje).